# Лупекин, Герман Петрович
Герман Петрович Лупекин (1 января 1919, Кропоткин, Кубанская область — 16 января 2016, Санкт-Петербург) — советский актёр театра и кино, режиссёр-постановщик и сценарист.

## Биография
Родился 1 января 1919 года в Кропоткине (по другим данным — в 1921 году в Ленинграде).
В 1941 году Дзержинским РВК Ленинграда был призван в РККА. Участник Великой Отечественной войны.
С середины 1950-х годов — актёр эпизода киностудии «Ленфильм». Значится в титрах таких известных фильмов, как «Республика ШКИД», «Снежная королева», «Три толстяка», «Плохой хороший человек», «Ключ без права передачи». Был актёром Ленинградского Государственного театра имени Ленинского комсомола, затем Ленинградского Государственного театра музыкальной комедии. 
Со второй половины 1960-х годов активно сотрудничал с Молодёжной редакцией Ленинградского телевидения. В 1965 году он снимался в телевизионном спектакле Давида Карасика «Большая кошачья сказка», а спустя четыре года поставил свой первый телевизионный спектакль «Мальчик из спичечной коробки» (из-за громадных потерь, которые понесло Ленинградское (а позже и Санкт-Петербургское) телевидение в процессе своей реорганизации, точное число произведений, созданных в рамках Молодёжной редакции, их авторство, состав участников съёмочной группы и датировку указать в настоящее время едва ли возможно). 
Пробовался на роль Труибера, которую впоследствии сыграл Сергей Боярский, в фильм Леонида Квинихидзе «Соломенная шляпка» (1974).
В 1980-х годах преподавал на кафедре режиссуры телевидения Ленинградского Государственного института театра, музыки и кинематографии (ЛГИТМИКа).
В течение 37 лет был бессменным режиссёром телепередачи «Ребятам о зверятах».
Скончался 16 января 2016 года в Санкт-Петербурге.

### Семья
Мать — Вера Петровна.

## Фильмография

#### Роли в кино
- 1955 — Дело Румянцева — посетитель
- 1956 — Медовый месяц — покупатель (нет в титрах)
- 1960 — Домой — эпизод
- 1961 — Полосатый рейс — клоун Чаплин (нет в титрах)
- 1962 — Черёмушки — новосёл (нет в титрах)
- 1964 — Зайчик — муж ревнивой жены
- 1965 — Большая кошачья сказка (телеспектакль) — сыщик-шотландец
- 1966 — В городе С. — посетитель клуба (нет в титрах)
- 1966 — Республика ШКИД — преподаватель в ШКИДе
- 1966 — Снежная королева — эпизод
- 1966 — Три толстяка — палач
- 1967 — Захудалое королевство (телеспектакль) — Вельзевул
- 1968 — Сказка о Мите и Маше, о Весёлом Трубочисте и Мастере Золотые Руки (телеспектакль) — Кащей
- 1970 — Тим Талер, или Проданный смех — человек из свиты барона Трёча
- 1972 — Здравствуй и прощай — брат-бухгалтер
- 1972 — Красные пчёлы — посетитель ресторана «Браво, Моцарт!» (нет в титрах)
- 1972 — Круг — эксперт
- 1973 — Плохой хороший человек — доктор Устимович
- 1976 — Ключ без права передачи — учитель
- 1977 — Открытая книга — Шахунянц, учитель математики
- 1991 — Пустыня — эпизод

#### Режиссёр-постановщик
- 1967 — Будьте готовы, Ваше высочество! (телеспектакль)
- 1969 — Мальчик из спичечной коробки (телеспектакль)
- 1970 (по одноименной повести Ильи Дворкина) В главной роли Валерий Ясько) — Обида (телеспектакль)
- 1973 — Скачу за радугой (телеспектакль по мотивам одноимённой книги Юзефа Принцева)
- 1977 — Пробуждение (телеспектакль)

#### Сценарист
- 1966 (?) — Ты приходи к нам, приходи… (телеспектакль) (совместно с Виктором Голявкиным) (Режиссёр-постановщик: Владимир Поболь)
- 1969 — Мальчик из спичечной коробки (телеспектакль) (Режиссёр-постановщик: Герман Лупекин)

## Театральные работы

#### Ленинградский театр имени Ленинского Комсомола
- 1956 — «Три соловья, дом 17» Д. Добричанин — носильщик
- 1957 — «Никто» Э. де Филиппо — продавец напитков
- 1958 (?) — «Униженные и оскорблённые» Ф. М. Достоевский — Митрошка
- 1959 — «В глухом переулке» Э. Райс — старьёвщик
- 1960 — «Два цвета» А. Г. Зак, И. К. Кузнецов — маленький

## Награды
- медаль «За оборону Ленинграда»[5]
- медаль «За боевые заслуги» (19.02.1945)[3][11]
- орден Отечественной войны I степени (1.8.1986)[2][4]

## Адреса
Ленинград, Б. Подъяческая ул., д. 9/5, кв. 27.